# Хрестоподібний храм Мангупа
Хрестоподібний храм Мангупа — руїни православного храму IX—X століття, розташовані на південно-східному схилі гори Баба-Даг. Знаходився на некрополі Мангупа, був знайдений і розкопаний Віктором Мицем 1981 року. Судячи зі збереженої на знайденій верхній гілки рельєфного кам'яного хреста з п'ятирядкового напису, датованого IX століттям, повідомляє (у перекладі Елли Соломоник) про св. Феодота, В. Миц робить висновок, що храм міг бути присвячений цьому святому.

## Опис
В історії будівлі простежуються два будівельні періоди: перший — храм, збудований у IX столітті, що представляв у плані хрест із досить короткими гілками та напівкруглою апсидою та другий, перебудований у X столітті, коли до торців південної та північної гілок були прибудовані дві невеликі каплиці, а до західної гілки — притвор. Олександр Айбабін, аналізуючи результати розкопок, запропонував датувати перший етап життя храмового комплексу в інших межах — Х-ХІ століття.
Перший храм, IX століття, мав розміри 9,25 на 11,0 м, з трьома входами шириною 0,70—0,80 м, влаштованими в бічних стінах, а після перебудови X століття розміри були збільшені до 15,5 на 15,55 м: до входів в Північний і південний коци Хреста були прибудовані два приділ (2,5 на 6,25 м) з окремими входами — в Північний боковий вівтар — із Заходу; в південний — з півдня. До західного входу прибудували притвор розміром 4,1 на 4,95 м з двома входами — з півночі і півдня. Стіни храму (збереглися на висоту 0,40 — 0,80 м) складені з вапнякового буту на вапняному розчині з підтесанной лицьовою стороною, встановлені без фундаменту на материковій глині. Товщина несучих стін-0,98-1,05 м, бічних, стін прибудов і притвору — 0,60-0,80 м, кути викладені з ретельно обтесаних блоків досить великих розмірів — 0,80 на 0,60 на 0,40 м, деякі з яких явно вторинного використання, зі збереженими шматочками цем'янки. Зсередини будівля була покрита білою вапняною штукатуркою (в Північному приділі збереглася на висоту стін і нанесена в два шари), слідів розпису при розкопках не знайдено. Вікна храму були засклені (із зовнішнього боку стін південного крила знайдені уламки віконного скла), підлоги були викладені плінфою розмірами 0,40 на 0,39 м і товщиною 3 см, яка укладалася на рідкий вапняний розчин (вимостка повністю збереглася тільки в Північному боковому вівтарі, в інших місцях сильно пошкоджена), в притворі тут підлога була глиняна. Дах храму був покритий черепицею IX—X століття досить великих розмірів — 0,34-0,36 на 0,47-0,50 м виходячи з відсутності знахідок цвяхів, Миц зробив припущення про можливе перекриття храму кам'яним купольним склепінням.
Вже пізніше перебудов, південна та північна гілки храму разом із межами були відгороджені і в них влаштовані місця для поховань. У X столітті в храмі в церкві сталася пожежа, вона була зруйнована, після чого вже не відновлювалася, а стіни поступово були розібрані. У XIII—XIV столітті на руїнах і з використанням центральної апсиди, була побудована невелика каплиця розміром 3,75 на 5,10 м, яка простояла, мабуть, до XVIII століття, навколо якої протягом усього періоду її існування розташовувався цвинтар.

### Посвячення читця, IX—X століття
Під час розкопок 1981 року Вікторм Мицем було знайдено плиту із щільного мергелю з посвятним написом, ймовірно, донатора будівництва або прикраси храму, з наступним текстом
ср.-грец. Ἐγό, ἀναγνόστ(η)ς, δοῦ̣[λ]ο<ς>Χ(ριστο)ῦ — Я, читець, раб Христовий…
. Прочитання напису, зроблене Еллою Соломоник, дало невірний результат про посвяту храму св. Феодоту.